# Polske landarbejdere i Danmark
Polske landarbejdere i Danmark (eller roepolakker) er betegnelsen for de sæsonarbejdere, der kom til Danmark i perioden 1893-1929 for at beskæftige sig med markarbejde, sukkerroedyrkning og optagning af sukkerroer fra jorden. Dette arbejde fandt hovedsageligt sted på Lolland-Falster, på Fyn og på Djursland.
I foråret 1893 ankom 400 polske piger til Lolland, et antal der steg støt og roligt hvert år frem til 2.000 gæstearbejdere i sæsonen ved århundredskiftet. Gruppen omfattede både mænd og kvinder. De fleste af de gæstende polakker rejste hjem igen når roesæsonerne var slut, men enkelte blev vintrene over og påtog sig andet arbejde. Generelt var de danske arbejdsgivere glade for polakkerne, idet man regnede dem som flittige og dygtige sæsonarbejdere. 
De følgende år fortsatte antallet af polske arbejdere med at stige, og kulminerede med over 14.000 i sæsonen 1914. Af dem rejste 4.500 ud af Danmark igen. 1. verdenskrig satte imidlertid en brat stopper for den årlige tilstrømning, og indvandringen blev herefter aldrig den samme. Højeste antal siden 1914 blev nået med ca. 2.000 polakker i sæsonen 1925, og i den sidste sæson i 1929 rejste 528 ind i landet.
For en del af sæsonarbejderne lykkedes det (gennem hårdt arbejde) at få sparet så mange penge sammen, at de kunne blive jordejere, skabe egne forretninger eller blive håndværkere. Disse polakker slog sig permanent ned i Danmark og opnåede med tiden dansk statsborgerskab gennem lovene om indfødsret 1916-1965. Man mener det drejer sig om knap 3.400 arbejdere i alt.
Museum Polakkasernen i Tågerup på Lolland er i dag indrettet som minde om de polske roearbejderes historie og kultur.

## Baggrund
I 1873-1874 blev de første sukkerroefabrikker etableret i Danmark, i henholdsvis Odense og i Holeby på Lolland. Disse blev fulgt op af fabrikker i Assens, Stege og Nakskov i 1880´erne og skabte en øget efterspørgsel efter arbejdskraft. Det blev snart nødvendigt at importere fremmed arbejdskraft udefra, eftersom mange danske landarbejdere ikke var villige til at påtage sig arbejdet med sukkerroer. I perioden 1874-1892 importerede man svensk arbejdskraft, men da Sverige påbegyndte egen sukkerroeproduktion, rejste mange af disse sæsonarbejdere permanent tilbage, og behovet for udenlandsk arbejdskraft voksede igen i den danske sukkerindustri.
Man begyndte derfor at skele til Tyskland, hvor man i årtier havde haft polske sæsonarbejdere til at arbejde med sukkerroer i delstaten Sachsen. Lederne på de danske sukkerfabrikker besluttede at anvende samme system i Danmark, og man lod et tysk fæstekontor hverve et antal arbejdshold bestående af 20-50 polske piger under ledelse af en ”aufseher” (opsynsmand). I foråret 1893 etablerede man 8 ”polakkaserner” med plads til i alt 400 piger, og herefter importerede man polsk arbejdskraft primært fra det østrigsk besatte Galicien, hvor mange polakker levede i dyb fattigdom. De tilrejsende var primært helt unge teenagere samt yngre mænd og kvinder.

## Arbejdsforholdene i Danmark
Gæstearbejderne blev indlogeret på polakkaserner der fungerede som arbejdsboliger, så længe polakkerne arbejdede i Danmark. Såvel herregårde som mindre gårde måtte lave aftaler med aufseheren om, hvor mange arbejdere man skulle bruge til den kommende roesæson. 
Mændene blev sjældent sat til roearbejde. De skulle i stedet grave efter ler, mergel og grus, skære tørv i mosen, lave skovarbejde, grave grøfter eller arbejde på det lokale teglværk. De fik desuden lov til at anvende heste og plov samt at arbejde med landbrugsmaskiner. På trods af brugen af maskiner var arbejdet meget fysisk krævende.
Anderledes med de polske piger/kvinder. Enkelte piger blev sat til at malke kvæg, men de fleste blev sat til roearbejde i marken. Pigerne ankom typisk i april måned, og inden det egentlige markarbejde gik i gang i maj, skulle de udføre en række opgaver som at grave grøfter, samle sten, sprede møg, rydde hegn og andet såkaldt karlearbejde. Fra slutningen af maj til slutningen af juli handlede det om at tynde ud i roerne og holde dem fri for ukrudt, inden man fra slutningen af september til begyndelsen af november (før frosten satte ind) skulle tage roerne op af jorden. I den mellemliggende tid passede man roerne og dyrkede andre rodfrugter samt udførte andet forefaldende arbejde.
Ligegyldigt hvordan vejret var, skulle de polske roepiger op tidligt om morgenen og dagen igennem arbejde hårdt i marken med krumbøjede rygge og opmærksomme blikke på selve udførelsen af arbejdet. Det danske vejr var omskifteligt, visse dage hedt og tørt, mens der på andre tidspunkter var voldsom regn, og særligt de sidstnævnte dage kunne være hårde, idet tøjet blev gennemblødt og ikke nåede at tørre til dagen efter. Polakkerne var ikke vant til så omskifteligt vejr hjemmefra. Alligevel accepterede de lange arbejdsdage fordi aflønningen skete efter akkord, og der skulle tjenes penge.  
Det var ikke alle arbejdsgivere, der behandlede de polske arbejdere efter forskrifterne. Flere danske aviser begyndte at skrive om polakkernes sociale problemer på kasernerne, og i et brev stilet til rigsdagsmanden Peter Sabroe kom det frem at to roepiger var blevet hårdt mishandlet på en herregård i 1905. Andetsteds ( i samme periode) havde den lokale polske præst observeret, at fire piger var blevet stuvet sammen med seks karle i samme rum med voldsomme problemer til følge, og at de efterfølgende var blevet truet med tærsk af forvalteren, da de havde klaget. På Djursland var der problemer med en særlig voldelig forvalter ved navn Karl Nymann. I længden begyndte flere forskellige ledende instanser i Danmark at bekymres over polakkernes situation. Fra arbejdsgivernes side frygtede man at de nye gæstearbejdere ville holde sig væk fra roearbejdet fremover, og hos Socialdemokratiet var det vigtigt at håndhæve rollen som arbejderens beskytter. Man besluttede derfor at gøre noget ved polakkernes forhold.

## Polakloven
Med Peter Sabroe i spidsen startede socialdemokraterne en rigsdagsdebat om polakkernes arbejds- og levevilkår i Danmark. Målet var at indføre en lovgivning der kunne beskytte de polske sæsonarbejdere mod dårlige arbejdsforhold og overgreb. Hvis roearbejdet gik i stå, ville det desuden betyde arbejdsløshed for danskere på sukkerraffinaderier og -kogerier, så man gik ligeledes danske arbejderes ærinde i denne sag. Den daværende indenrigsminister fra Venstre, Sigurd Berg, var bekendt med problemet og ønskede i første omgang at konsultere sine kolleger i Justitsministeriet og Landbrugsministeriet for at vurdere problemstillingen samlet. Efter flere års undersøgelser fremkom Berg i marts 1908 med ”Forslag til lov vedrørende anvendelse af udenlandske arbejdere til arbejde i visse virksomheder samt det offentliges tilsyn dermed”.
Forslaget benævntes ”polakloven” og blev vedtaget som de borgerlige partier ønskede det, uden de ønskede ændringer fra Socialdemokratiet gik igennem. De 19 paragraffer indeholdt sammenfattende følgende lovtekst som gav arbejdsgiveren visse pligter: Han skulle inden 4 dage efter arbejdernes ankomst skriftligt på en særlig blanket meddele politimesteren antallet af arbejdere, deres alder, køn, nationalitet samt oplysning om arbejdets art og varighed og om arbejdernes boligforhold. Desuden skulle han sørge for lægehjælp til sine arbejdere samt betale medicin og sygehusophold (dog højest i 6 måneder). Han havde ligeledes pligt til at tegne en ulykkesforsikring for sine arbejdere og pligt til at forsikre dem i en sygekasse, som efterfølgende ville blive oprettet. 
Omvendt fik sæsonarbejderen ret til en færdiggjort kontrakt på en speciel blanket og ret til en aflønningsbog, hvori lønningsdag og indtjening skulle fremgå. Hvis arbejderen ikke forstod dansk, skulle der laves en supplerende oversættelse på polsk eller tysk. Arbejdernes rettigheder omfattede også regler om løn, fridage og rejsepenge samt regler om polakkasernernes indretning og vedligeholdelse.
De danske myndigheder, herunder politi og embedslæge, havde ifølge loven pligt til at føre tilsyn med om de sanitære forhold var i orden, og politiet skulle desuden se til at loven blev overholdt og mægle i tilfælde af stridigheder mellem arbejdere og arbejdsgivere. Hvis loven ikke blev overholdt, var det politiets pligt at meddele arbejdsgiveren, at forholdene skulle forbedres. Nægtede han fortsat, ville der blive ført retssag imod ham, hvilket i sidste ende betød at han skulle betale en bøde.
På trods af lovens hensigt var der fortsat arbejdsgivere der nægtede at følge den, da den endeligt trådte i kraft i foråret 1909. Man omgik loven ved at ansætte polakkerne i det skjulte, hvilket betød at der i praksis ikke blev udfærdiget en arbejdskontrakt for den enkelte sæsonarbejder. Hermed kunne de sanitære forhold også få lov at stå til. Ikke desto mindre betød loven generelt set en klar forbedring af arbejdsvilkårerne i Danmark.

## Katolikker i Danmark
Den romerskkatolske kirke var det store samlingspunkt for de polske roearbejdere, mens de befandt sig i Danmark. Størstedelen af polakkerne var romersk-katolske, og fra deres hjemland var de vant til at bruge kirken til at skrifte i, få hjælp af præsten til svære opgaver og gå til messe på søn- og helligdage. Kirken fyldte med andre ord mere hos den enkelte polak end hos den enkelte dansker. Ved de første roearbejderes ankomst i 1893 blev der derfor ansat en dansk-katolsk præst til at støtte polakkerne religiøst på Lolland-Falster.
Efterhånden kom flere dansk-katolske præster til, og de lærte med tiden at beherske det polske sprog til gavn for deres fortsat voksende menighed. Ofte skulle præsterne hjælpe landarbejderne med praktiske ting som at læse eller skrive breve, fungere som tolk i retssager, skaffe dokumenter til arbejderen og lignende. I forhold til arbejdsgiverne kom præsterne ofte til at fungere som mæglere og tolke imellem dem og arbejderne. Arbejdsgiverne tillod at der blev holdt gudstjenester på kasernerne og på øvrige arealer ved gården. Men i takt med at der kom flere og flere polske arbejdere til Danmark, begyndte den katolske menighed at indsamle midler til at opføre egentlige kirkebygninger.
I 1897 indviede man Skt. Birgitta Kirke i Maribo, der i mange år frem blev det helt store samlingssted for katolikker på Lolland-Falster. Op til 3.000 mennesker kunne der komme til en messe, som derfor måtte holdes udendørs nær ved kirken. Med tiden indviede man mindre katolske kirker i Nakskov og Nykøbing Falster, men det var fortsat kirken i Maribo, der blev regnet som den vigtigste. I samme byer oprettedes ligeledes katolske skoler, drevet af Skt. Joseph-søstrenes nonneorden. Skolerne var med til at fastholde de fleste polske børn i den katolske tro og kultur, men det gjaldt kun hvis begge forældre var polakker. Ved blandede ægteskaber (mellem danskere og polakker) tilhørte børnene oftest den protestantiske tro.

## Polske foreninger i Danmark
En række kulturelle foreninger blev oprettet af polske arbejdere i Danmark i 1920´erne, og i 1933 så ”Foreningen af polakker i Danmark” dagens lys. Dens formål var at bevare den polske kultur, det polske sprog og de polske traditioner på dansk jord. Ikke af utilfredshed med det danske samfund, men for at mindes de nationale rødder og det kulturelle ophav. På Lolland-Falster indrettede foreningen sig i forsamlingshuslokaler i Maribo, Nykøbing og Nakskov, hvor der blev holdt polske fester og møder, ligesom der blev sunget polske sange, diskuteret polsk litteratur og danset folkedans. Man oprettede også særlige polske skoler, ikke som erstatning for den danske folkeskole, men som et supplement nogle dage om ugen.
Gennem det 20. århundrede faldt antallet af aktive medlemmer i de polske foreninger, og af andengenerations-polakkerne (børnene af de polske landarbejdere) i Danmark var det ved en undersøgelse foretaget af Nationalmuseet kun 22 pct. der holdt fast i det polske sprog og bare 5 pct. der var medlem af en polsk forening.

### Museum Polakkasernen
Museum Polakkasernen, indrettet i den oprindelige gamle polakkaserne i Tågerup, bygget 1911 på det daværende Lungholm Gods under Baroniet Sønderkarle på Lolland, fortæller i dag om de polske landarbejderes historie og kultur.